# Exallozoon simplicissimum
Exallozoon simplicissimum är en mossdjursart som först beskrevs av Arnold Girard Kluge 1914.  Exallozoon simplicissimum ingår i släktet Exallozoon och familjen Chaperiidae. Inga underarter finns listade i Catalogue of Life.